# Vida Roubada (1967)
Vida Roubada foi uma telenovela brasileira que foi produzida e exibida em Curitiba pela TV Paraná Canal 6 às 19h45, entre 10 de março de 1967 e 6 de junho de 1967.

## Histórico
Vida Roubada foi uma novela de TV Paraná, e seguiu Estranha Melodia, que terminara em 20 de janeiro de 1967. Foi veiculada em Curitiba e em várias cidades do interior do Paraná e Santa Catarina, a partir de 10 de março de 1967. Seguindo o sucesso que fizeram as novelas anteriores da emissora, tais como O Direito de Nascer e Estranha Melodia, o núcleo artístico paranaense, então chamado “Elenco de Ouro” repetiu-se nessa novela. O ator Alceu Honório, escalado para a novela, apresentou uma fratura  no braço e ficou impossibilitado de gravar. A novela apresentou seu último capítulo em 6 de junho de 1967
A novela foi marcada pela ousadia de algumas cenas externas, tais como a cena gravada nas cavas do Rio Iguaçu e uma cena no Tribunal do Júri, no Centro Cívico do Paraná, onde o público foi convidado a comparecer.

## Elenco
- José Basso - Roberto
- Delcy D’Ávila - Jane
- Ailton Muller – Jorge
- Aracy Pedrozo - Cibele
- Claudete Baroni - Carla
- Odelair Rodrigues[5][6] - Elza
- Lala Schneider - Marta
- Clovis Aquino - Holmes
- Edson D’Avila - Eduardo
- Luiz Arnaldo – Arnaldo
- Marly Therezinha - Rute
- Rubens Rôllo
- Guiomar Pimenta
- Alceu Honorio

## Ficha técnica adicional
- Sonoplastia[1] – Eulâmpio Vianna
- Seleção e imagens – Waldir Silva
- Câmeras – João Luiz e Antônio
- Decoração – Mauro de Córdoba e Yolanda Kost
- Cenografia – Roberto Menghini
- Montagem – Amurity Rodrigues e José Nunes
- Assistente de direção – Luiz Arnaldo